# توماس ديفن
توماس ديفن (بالإنجليزية: Thomas Devin)‏ هو ضابط أمريكي، ولد في 10 ديسمبر 1822 في نيويورك في الولايات المتحدة، وتوفي بنفس المكان في 4 أبريل 1878.